# Michel Ngonge
Félix-Michel Ngonge (Huy, 17 agosto 1967) è un ex calciatore belga naturalizzato congolese (Repubblica Democratica del Congo), di ruolo attaccante.

## Biografia
Anche suo figlio Cyril è un calciatore professionista.

## Caratteristiche tecniche
Giocava come ala destra.

## Carriera

### Club
Nato in Belgio da una famiglia originaria dello Zaire, trascorre i primi anni di carriera nel campionato belga con le maglie di Racing Jet Bruxelles, Gent, Seraing, La Louvière e Harelbeke. Dal 1996 al 1998 gioca in Turchia con il Samsunspor dopodiché si trasferisce in Inghilterra, fra le file del Watford. Con gli Hornets ottiene la promozione in Premier League nel 1999 siglando una rete decisiva nella semifinale dei play-off contro il Birmingham City; l'anno seguente segna 5 reti in 23 presenze non riuscendo ad evitare al club la retrocessione. Poco impiegato nella stagione seguente, nel marzo del 2000 viene ceduto prima in prestito all'Huddersfield Town e poi a titolo definitivo al QPR. Nel 2001 firma con gli scozzesi del Kilmarnock dove gioca una stagione al termine della quale annuncia il proprio ritiro dalle competizioni.

### Nazionale
Nonostante fosse nato in Belgio, scelse di rappresentare la Repubblica Democratica del Congo, all'epoca nota come Zaire. Nel 1996, venne convocato per la Coppa d'Africa 1996, dove fece il suo esordio nel match perso 2-0 contro il Gabon. Anche nel 2000 fu incluso nella rosa della selezione africana per la Coppa d'Africa di quell'anno.

## Statistiche
Statistiche aggiornate al 22 gennaio 2021.

### Cronologia presenze e reti in nazionale
| Cronologia completa delle presenze e delle reti in nazionale ― Zaire | Cronologia completa delle presenze e delle reti in nazionale ― Zaire | Cronologia completa delle presenze e delle reti in nazionale ― Zaire | Cronologia completa delle presenze e delle reti in nazionale ― Zaire | Cronologia completa delle presenze e delle reti in nazionale ― Zaire | Cronologia completa delle presenze e delle reti in nazionale ― Zaire | Cronologia completa delle presenze e delle reti in nazionale ― Zaire | Cronologia completa delle presenze e delle reti in nazionale ― Zaire |
| Data                                                                 | Città                                                                | In casa                                                              | Risultato                                                            | Ospiti                                                               | Competizione                                                         | Reti                                                                 | Note                                                                 |
| -------------------------------------------------------------------- | -------------------------------------------------------------------- | -------------------------------------------------------------------- | -------------------------------------------------------------------- | -------------------------------------------------------------------- | -------------------------------------------------------------------- | -------------------------------------------------------------------- | -------------------------------------------------------------------- |
| 19-1-1996                                                            | Durban                                                               | Gabon                                                                | 2 – 0                                                                | Zaire                                                                | Coppa d'Africa 1996                                                  | -                                                                    | 46’                                                                  |
| 2-6-1996                                                             | Belle Vue Harel                                                      | Mauritius                                                            | 1 – 5                                                                | Zaire                                                                | Qual. Mondiali 1998                                                  | 1                                                                    |                                                                      |
| 16-6-1996                                                            | Kinshasa                                                             | Zaire                                                                | 2 – 0                                                                | Mauritius                                                            | Qual. Mondiali 1998                                                  | 1                                                                    |                                                                      |
| Totale                                                               |                                                                      | Presenze                                                             | 3                                                                    |                                                                      | Reti                                                                 | 2                                                                    |                                                                      |

| Cronologia completa delle presenze e delle reti in nazionale ― RD del Congo | Cronologia completa delle presenze e delle reti in nazionale ― RD del Congo | Cronologia completa delle presenze e delle reti in nazionale ― RD del Congo | Cronologia completa delle presenze e delle reti in nazionale ― RD del Congo | Cronologia completa delle presenze e delle reti in nazionale ― RD del Congo | Cronologia completa delle presenze e delle reti in nazionale ― RD del Congo | Cronologia completa delle presenze e delle reti in nazionale ― RD del Congo | Cronologia completa delle presenze e delle reti in nazionale ― RD del Congo |
| Data                                                                        | Città                                                                       | In casa                                                                     | Risultato                                                                   | Ospiti                                                                      | Competizione                                                                | Reti                                                                        | Note                                                                        |
| --------------------------------------------------------------------------- | --------------------------------------------------------------------------- | --------------------------------------------------------------------------- | --------------------------------------------------------------------------- | --------------------------------------------------------------------------- | --------------------------------------------------------------------------- | --------------------------------------------------------------------------- | --------------------------------------------------------------------------- |
| 24-1-2000                                                                   | Kumasi                                                                      | RD del Congo                                                                | 0 – 0                                                                       | Algeria                                                                     | Coppa d'Africa 2000 - 1º turno                                              | -                                                                           |                                                                             |
| 27-1-2000                                                                   | Kumasi                                                                      | Sudafrica                                                                   | 1 – 0                                                                       | RD del Congo                                                                | Coppa d'Africa 2000 - 1º turno                                              | -                                                                           |                                                                             |
| Totale                                                                      |                                                                             | Presenze                                                                    | 2                                                                           |                                                                             | Reti                                                                        | 0                                                                           |                                                                             |